# Christa Gießler
Christa Gießler (* 13. Januar 1954 in Ziegelroda; mit bürgerlichem Namen: Christa Fischer) ist eine deutschsprachige Schriftstellerin.

## Leben
Gießler wurde 1954 in der Nähe von Querfurt in Sachsen-Anhalt geboren. Nach dem Abitur studiert sie Wirtschaftswissenschaften an der MLU in Halle und Literatur am Deutschen Literaturinstitut Leipzig. 1976 begann sie in Leipzig als wissenschaftliche Mitarbeiterin in der Bauakademie und promovierte 1988. Nach 1990 arbeitete sie im Landesbauforschungsinstitut Sachsen, bei GEWOS Hamburg, in der Stadtverwaltung Leipzig und für das IFOK-Institut Bensheim/Berlin. Seit 1999 lebt Christa Gießler in Stuttgart und ist freiberuflich als Dozentin, Moderatorin und Autorin tätig. 2004 war sie Mitbegründerin des FischerLautner-Verlages in Ditzingen, in dem sie weiterhin Gesellschafterin ist. 
Seit ihrem Literaturstudium hat sie Romane, Erzählungen, Biographien und ein Fachbuch veröffentlicht.

## Werke
- Unsichtbare Zügel. Roman. Mitteldeutscher Verlag, 1987.
- Frauen öffnen Grenzen. Anthologie. Birkenhalde-Verlag, 1990.
- Ein Augenblick ein Leben. Roman. Forum-Verlag, 1993.
- Sonny im Dunklen. Erzählungen. Dingsda-Verlag, 1995.
- Herbstkatzen. Roman. Dingsda-Verlag, 1999.
- Auferstehung Schulz. Biografische Erzählung. Regenbogenzauber-Verlag, 2001.
- Adele oder Suche Frau für meinen Mann. Erzählung. Allitera-Verlag, 2003.
- Ziegelroda – Dorf im Wald. Zusammen mit Karl-Horst Schilling; Zeichnungen von Horst Rolle. 2004.
- Märchen – grimmig und anders. Mit Illustrationen von Hans Bach. FischerLautner-Verlag, 2006.
- Onderduiker. Biografische Erzählung. Aschendorff-Verlag, 2007.
- Fremder Vogel Rommelfanger – Wie man Ex-OB wird. Politisch-satirische Biographie. FischerLautner-Verlag, 2008.
- Schmetterlinge im Sinkflug – Mein Leben im Abseits. Erzählung. Zusammen mit Rolf Lautner. FischerLautner-Verlag, 2010.
- Wir hier  Ihr dort – Vier Ossis im Westen, vier Wessis im Osten. Biographien. FischerLautner-Verlag, 2010.
- Der Feind im Bauch. Erzählung. Mit einem Nachwort zur Krankheit Morbus Crohn von Jan Wehkamp. FischerLautner-Verlag, 2011.
- Zu Risiken und Nebenwirkungen der Politik. Biographie des Apothekers Wolfgang Weng. FischerLautner-Verlag, 2012.
- Auf und Ab. Jubiläumsbuch zur Tour Ginkgo. Herausgegeben von der Christiane-Eichenhofer-Stiftung. 2013.
- Die beiden Freunde Fant und Maus. Kinderbuch. Mit Illustrationen von Simon Schömig. FischerLautner-Verlag, 2015.
- Schwäbele und Sachsenmann – Die schönsten Klischees vom Hüben, Drunter und Trüben vor und nach der Wende. Mit Illustrationen von Luciano Moral. FischerLautner-Verlag, 2015.
- Und keine Tür geht auf. Kriminalerzählung. FischerLautner-Verlag 2017.
- Schöckinger Geschichten. Lebensgeschichten – von Schöckingern erzählt. FischerLautner-Verlag, 2019.
- Organisation und Mitarbeiterführung: für Fach- und Leitungskräfte in der Pflege. Fachbuch. FischerLautner-Verlag, 2020.
- Sloggi, die boa und das Leben an sich. Gedanken und Erinnerungen des Stuttgarter Partymachers Werner Find. Biographie. FischerLautner-Verlag, 2020.
- Maoka, die Muschelsammlerin. Erzählung für Kinder. FischerLautner-Verlag, 2020.
- Unsichtbare Zügel. Roman. FischerLautner-Verlag, 2021; Neuauflage plus Fortsetzung des Romans von 1987.